# Саньків Бор
Саньків Бор (рос. Саньков Бор) — присілок Бокситогорського району Ленінградської області Росії. Входить до складу Радогощинського сільського поселення.
Населення — 0 осіб (2012 рік). 